# Mike Davis (cestista 1956)
Michael Anthony Davis, detto Mike (Baltimora, 2 agosto 1956), è un ex cestista statunitense, professionista nella NBA e in Italia.

## Carriera
In Serie A ha vestito le maglie di Roma, Napoli, Udine, Treviso e Pavia e ha segnato un totale di 3.725 punti.

## Palmarès

### Squadra
- Liga catalana: 1

Barcellona: 1983, 1984
- Coppa delle Coppe: 1

Barcellona: 1984-85
- Coppa Intercontinentale: 1

Barcellona: 1985

### Individuale
- CBA Newcomer of the Year (1983)
- All-CBA First Team (1983)
- CBA All-Defensive Second Team (1983)